# Сухопутные войска Черногории
Сухопутные войска Черногории (черног. Копнена војска Црне Горе) — один из видов вооружённых сил Черногории. Были образованы в 2006 году после провозглашения независимости Черногории и выхода из федерации с Сербией.
В настоящее время сухопутные войска Черногории находятся в стадии реформирования.
С 2018 года экс-командир сухопутных войск бригадный генерал Драгутин Дакич (черног. Brigadni general Dragutin Dakić) возглавил генеральный штаб ВС Черногории.

## Структура
Сухопутные войска (в отличие от ВМС и ВВС) не выделены в отдельную организационную единицу. Их основу составляет Бригада сухопутных войск (черног. Brigada kopnene vojske).
- Бригада сухопутных войск
  - Пехотный батальон
  - Горный батальон
  - Рота специального назначения
  - Рота связи
  - Инженерная рота
  - Смешанная артиллерийская батарея

Также к сухопутным войскам можно условно отнести следующие подразделения:
- База поддержки
- Центр обучения
- Центр коммуникаций
- Рота почётного караула[англ.]
- Рота военной полиции
- Рота электронной разведки

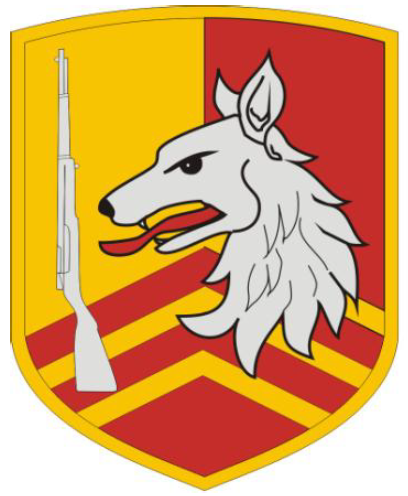
Пехотный батальон
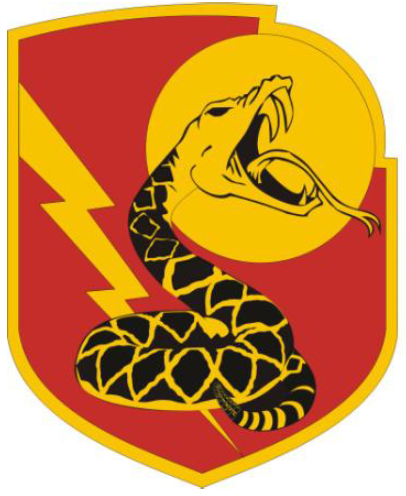
Рота специального назначения
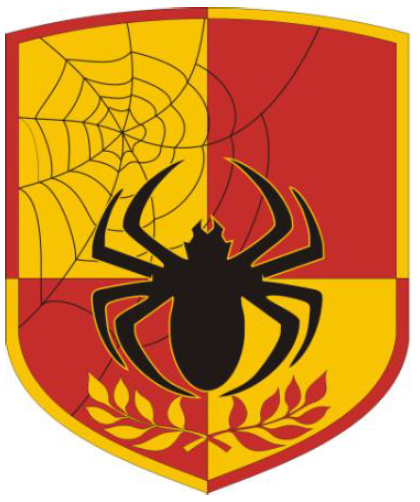
Рота связи
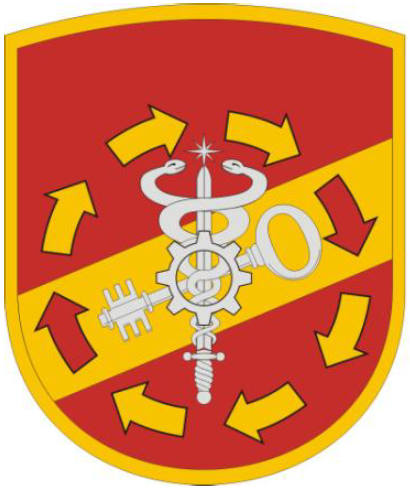
База поддержки
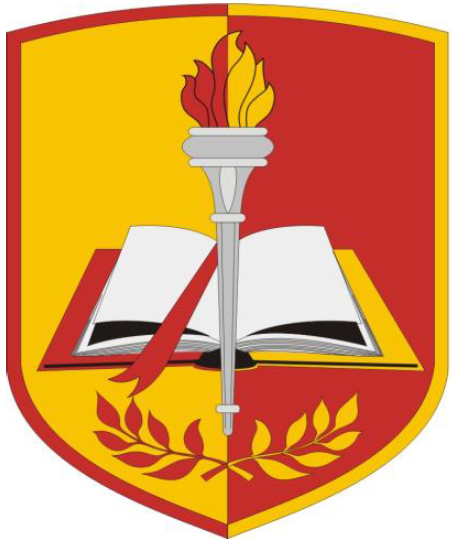
Центр обучения
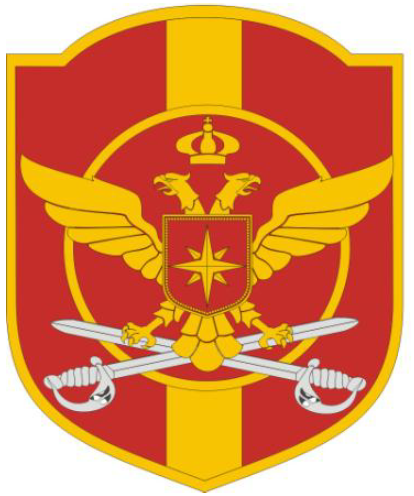
Рота почетного караула
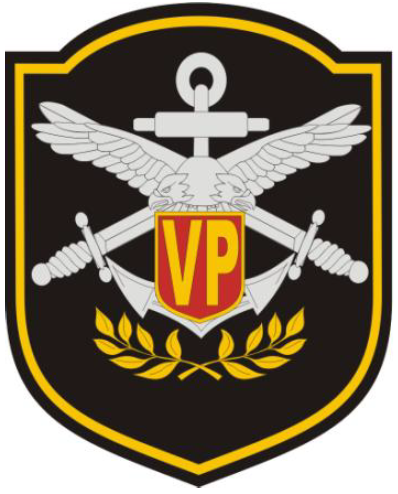
Рота военной полиции

## Вооружение и военная техника
| Изображение               | Тип                         | Производство      | Назначение                     | Количество             | Примечания                                         |
| Бронетранспортёры         | Бронетранспортёры           | Бронетранспортёры | Бронетранспортёры              | Бронетранспортёры      | Бронетранспортёры                                  |
| ------------------------- | --------------------------- | ----------------- | ------------------------------ | ---------------------- | -------------------------------------------------- |
|                           | BOV-VP                      | Югославия         | Бронетранспортёр               | 6                      |                                                    |
|                           | Cobra                       | Турция            | Боевая разведывательная машина | 1                      |                                                    |
|                           | JLTV                        | США               | Бронеавтомобиль                | 57                     |                                                    |
|                           | LAPV Enok                   | Германия          | Бронеавтомобиль                | 6                      | 6 бронеавтомобилей подарены Германией в 2018 году. |
| Противотанковые комплексы |                             |                   |                                |                        |                                                    |
|                           | BOV-1                       | Югославия         | Самоходный ПТРК                | 9                      |                                                    |
|                           | 9K111 Фагот 9К111-1 Конкурс | СССР              | ПТРК                           | Неизвестное количество |                                                    |
| РСЗО                      |                             |                   |                                |                        |                                                    |
|                           | M-63 Plamen                 | Югославия         | 128-мм РСЗО                    | 18                     |                                                    |
| Артиллерия                |                             |                   |                                |                        |                                                    |
|                           | Д-30                        | СССР              | 122-мм буксируемая гаубица     | 12                     |                                                    |
|                           | M-69                        | Югославия         | 82-мм миномёт                  | 73                     |                                                    |
|                           | М-75                        | Югославия         | 120-мм миномёт                 | 32                     |                                                    |

| Категории               | Генералы         | Генералы            | Генералы          | Генералы         | Старшие офицеры | Старшие офицеры | Старшие офицеры | Младшие офицеры | Младшие офицеры | Младшие офицеры   |
| ----------------------- | ---------------- | ------------------- | ----------------- | ---------------- | --------------- | --------------- | --------------- | --------------- | --------------- | ----------------- |
| Погон                   |                  |                     |                   |                  |                 |                 |                 |                 |                 |                   |
| Черногорское звание     | General-pukovnik | General-potpukovnik | General-major     | Brigadni general | Pukovnik        | Potpukovnik     | Major           | Kapetan         | Poručnik        | Potporučnik       |
| Российское соответствие | Генерал армии    | Генерал-полковник   | Генерал-лейтенант | Генерал-майор    | Полковник       | Подполковник    | Майор           | Капитан         | Лейтенант       | Младший лейтенант |

### Сержанты и рядовые
| Категории               | Подофицеры        | Подофицеры | Подофицеры             | Подофицеры      | Подофицеры     | Подофицеры      | Солдаты       | Солдаты  | Солдаты   |
| ----------------------- | ----------------- | ---------- | ---------------------- | --------------- | -------------- | --------------- | ------------- | -------- | --------- |
| Погон                   |                   |            |                        |                 |                |                 |               |          |           |
| Черногорское звание     | Zastavnik I klase | Zastavnik  | Stariji vodnik I klase | Stariji vodnik  | Vodnik I klase | Vodnik          | Mladji vodnik | Desetar  | Razvodnik |
| Российское соответствие | Старший прапорщик | Прапорщик  | Старшина               | Старший сержант | Сержант        | Младший сержант | нет           | Ефрейтор | Рядовой   |